# دل مور
دل مور (بالإنجليزية: Del Moore)‏ هو مذيع ‏ وممثل أمريكي، ولد في 14 مايو 1916 ببينساكولا في الولايات المتحدة، وتوفي في 30 أغسطس 1970 في الولايات المتحدة بسبب مرض.

## وصلات خارجية
- دل مور على موقع IMDb (الإنجليزية)
- دل مور على موقع أول موفي (الإنجليزية)
- دل مور على موقع قاعدة بيانات الفيلم (الإنجليزية)